# Rache

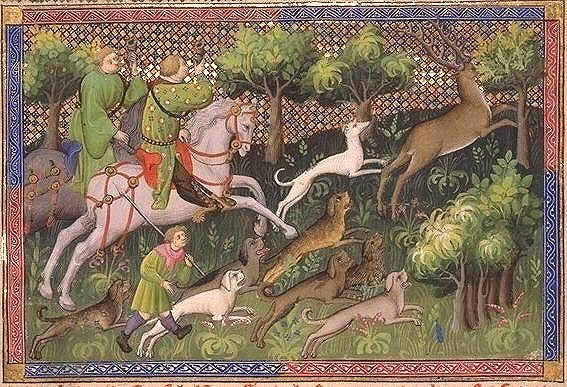
Rache, insieme ad un levriero, cacciano cervi da The Hunting Book, un manoscritto del XV secolo di Gaston Phoebus.

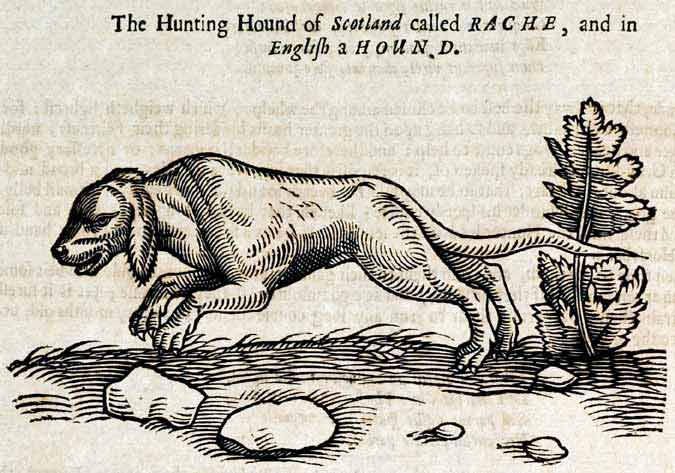
Il Rache scozzese

Rache (/rætʃ/; Sebutan bahasa Melayu: [Rat͡ʃ, rɛt͡ʃ]), anche scritto racch, Rach e Ratcha, dall'antico inglese ræcc, collegate al Rakki Old Norse, è un nome obsoleto per riferirsi ad un tipo di cane da caccia che veniva usato in Gran Bretagna nel Medioevo.
È un cane da caccia da seguito usato in branchi per correre e uccidere la preda, o portarla a fuggire. La parola apparve prima della conquista normanna.
A volte viene confuso con brache (anche bratchet), la quale è una parola di derivazione francese indicante un segugio femminile.
È possibile che da questa antica razza, piuttosto che dal Bloodhound, si siano sviluppate le razze Foxhound inglese, English Staghound, Harrier e Beagle.